# Saint Jérôme en méditation
Ne doit pas être confondu avec Saint Jérôme écrivant (Le Caravage, Rome) ou Saint Jérôme écrivant (Le Caravage, La Valette).
Saint Jérôme en méditation est un tableau de Caravage peint vers 1605 et conservé à l'abbaye de Montserrat de Barcelone. Il s'agit de l'un des trois tableaux que l'artiste lombard consacre à ce même personnage de la tradition chrétienne. Son attribution à Caravage, bien que majoritaire, n'emporte toutefois pas l'adhésion de l'ensemble des spécialistes de la période.
Jérôme de Stridon est ici représenté comme un homme très âgé accoudé à une table, en posture de profonde méditation face à un crâne humain.

## Historique
Au début du XXe siècle, alors que les œuvres de Caravage sont éparpillées en Europe et leur trace souvent perdue, le père Bonavenura Ubach est en séjour à Rome : c'est l'un des religieux espagnols de l'abbaye de Montserrat. Il achète le tableau à bas prix en 1915, auprès de la collection Magni, sans en identifier l'auteur mais à cause du sujet de saint Jérôme qui l'intéresse. L'achat est financé sur les fonds personnels de l'abbé Antoni Maria Marcet, qui souhaite acquérir des œuvres d'art pour décorer l'abbaye. 
D'après le musée de Montserrat qui abrite le tableau, c'est en 2000 que l'attribution à Caravage est officialisée — même si des auteurs l'avaient déjà porté à son catalogue, comme Roberto Longhi dès 1943. Toutefois, cette attribution ne se fait pas sans quelque difficulté : une majorité de critiques et historiens de l'art penchent pour une œuvre autographe, mais le consensus à ce sujet n'est toujours pas entier. Ces difficultés ont de multiples sources : le tableau a subi un nettoyage délétère qui en a rendu l'étude plus difficile ; certains éléments stylistiques sont l'objet de débats et pourraient justifier les noms d'autres auteurs possibles comme Ribera ; les sources documentaires sont rares et laissent place à diverses interprétations.

## Description
Le personnage représenté est une figure particulièrement importante pour la communauté chrétienne : Jérôme de Stridon, qui vécut aux IIIe et IVe siècles, est en effet considéré comme l'un des Pères de l'Église et honoré du titre de docteur de l'Église — en particulier grâce à son travail de traduction de la Bible en latin, travail qui fait référence dès le concile de Trente et jusqu'au XXe siècle. Toutefois, contrairement aux deux autres tableaux que Caravage réalise à son sujet, saint Jérôme n'est pas ici représenté à sa table de travail : il est assis en posture de profonde méditation, le menton posé la main, le corps largement dénudé laissant voir les effets délétères de son grand âge. Il n'est donc plus fait mention des accessoires qui peuvent identifier Jérôme comme l'un des docteurs de l'Église puisque n'apparaissent ni les livres ouverts ni l'encrier : seule reste la pose de la méditation et le symbole de ce crâne luisant, pendant direct de celui du vieux saint.

### Vidéographie
- (ca) Roberto Lázaro, « Un altre Montserrat: el Caravaggio del Museu », sur YouTube (durée : 1 min 08 s).